# Operace Dům z karet
Operace Dům z karet (anglicky Operation House of Cards, hebrejsky מבצע בית הקלפים‎) je název izraelského vojenského útoku proti vybraným íránským vojenským cílům v Sýrii. Operace proběhla 10. května 2018 a izraelské vojenské letectvo při ní zasáhlo několik desítek objektů. Podle tvrzení IOS se jednalo o odvetu za íránský raketový útok proti Izraeli z 9. května 2018. Útok, při kterém bylo zasaženo více než 50 cílů je považován za největší izraelskou leteckou operaci za posledních 40 let. Íránský útok bývá spojován s americkým odstoupením od jaderné dohody.

## Předehra
Jednotlivé střety mezi izraelskou armádou a íránskými jednotkami umístěnými v Sýrii a tvořenými především íránskými Jednotkami Quds (součástí Íránských revolučních gard) započaly 10. února 2018 sestřelením íránské špionážního dronu v izraelském vzdušném prostoru. Při následné izraelské letecké odvetě proti vojenským cílům v okolí Damašku se syrské protivzdušné obraně se podařilo sestřelit izraelský stíhací letoun F-16.
Od útoku z 10. února 2018 do 9. května 2018 provedl Izrael dalších 7 většinou leteckých útoků proti pozicím Quds a jejich spojencům, zejména proti Hizballáhu, ale i proti pozicím syrské armády. Podle syrské státní tiskové agentury SANA poslední izraelský útok se uskutečnil 8. května, kdy izraelské letectvo zaútočilo na pozice syrské armády a Jednotek Quds jižně od Damašku. Izrael útok nekomentoval.

## Raketový útok proti Izraeli
Podle tvrzení IOS bylo v noci z 9. na 10. května 2018 vypáleno proti izraelským vojenským cílům na Golanských výšinách ze syrské strany 20 raket typu Fajr-5 íránské výroby a ruských raket Grad. Část raket byla sestřelena izraelským systémem Iron Dome. Zbytek raket dopadl na syrské území. Raketový útok si na izraelské straně nevyžádal žádné oběti na životech, ani zraněné. Hlášeny byly malé materiální škody na vojenském zařízení. Obyvatelé zasažených oblastí byli vyzváni, aby se přesunuli do krytů. Z raketového útoku následně Izrael obvinil Írán, jmenovitě Jednotky Quds, jejichž kontingent je umístěn v Sýrii. 
Íránský představitel Nejvyšší rady pro národní bezpečnost odpálení raket proti Izraeli popřel. V reakci na tvrzení IOS prohlásil člen syrského parlamentu, že rakety proti Izraeli odpálila Sýrie a bylo jich 50, nikoliv 20. 

## Izraelská odveta
Jako odpověď na raketový útok proti svému území zahájil Izrael letecký útok proti údajným íránským cílům v Sýrii. Útoku se podle informací ruského Ministerstva obrany zúčastnilo 28 letadel (F-15 a F-16l Sufa), vypáleno bylo 70 raket izraelské výroby typu Delilah. Podle tvrzení velení syrské armády byla většina raket zneškodněna syrskou protivzdušnou obranou.
Podle generála Amikama Norkina, velitele izraelského vojenského letectva bylo proti íránským pozemním cílům z izraelských letadel vypáleno 32 raket, syrská protiletecká obrana vystřelila proti izraelským letadlům 100 raket.
Podle nejmenovaného příslušníka izraelského letectva o izraelském útoku bylo předem informováno jak Rusko, tak USA. Izrael ale předem neoznámil kdy zaútočí, ani jaké budou cíle.

### Cíle izraelského útoku
Podle tvrzení IOS byly cílem útoku vojenské objekty patřící Íránským revolučním gardám
- Velitelství Jednotek Quds
- Vojenský komplex Quds v Kiswahu
- Vojenský tábor Quds severně od Damašku
- Muniční sklad Quds na mezinárodním letišti v Damašku
- Zpravodajské systémy a zařízení provozované Quds
- Pozorovací a opěrné vojenské body v nárazníkové zóně
- Odpalovací zařízení, ze kterého byly vystřeleny rakety proti Izraeli

Protiletecké baterie syrské armády S-200, S-75 Dvina, Pancir-S1 a 9K37 Buk, které proti útočícím letadlům zahájily palbu přestože před jejich použitím Izrael Sýrii varoval. Proto byly též zahrnuty mezi cíle. 

## Ztráty
Podle zdrojů Syrské observatoře pro lidská práva (SOHR) zahynulo při izraelském útoku 27 vojáků: 6 syrských a 21 "cizinců" (z toho 11 Íránců a 10 pravděpodobně příslušníků proasadovských milicí). Izrael neutrpěl žádné ztráty.
Podle syrské armády zahynuli při izraelských útocích 4 lidé.

## Diplomatická jednání
Podle nejmenovaného příslušníka izraelského letectva o izraelském útoku bylo předem informováno jak Rusko, tak USA. Izrael ale předem neoznámil, kdy zaútočí, ani jaké budou cíle. Ruští představitelé byli informováni izraelským premiérem Netanjahuem během oslav Dne vítězství. Rusko sice tuto informaci předalo Íránu, Sýrie ale informována nebyla.

## Reakce

### Zúčastněných stran
Izrael: ministr obrany Avigdor Lieberman prohlásil, …Doufám, že tuto kapitolu jsme uzavřeli a všichni ten vzkaz pochopili." Izraelský premiér Benjamin Netanjahu prohlásil izraelskou reakci za přiměřenou, neboť Teherán "… překročil červenou čáru." Zároveň vyzval Sýrii, aby se zbavila Íránců. Nepomáhají vám, působí pouze škody a jejich přítomnost přináší pouze problémy.
 Írán: prohlásil izraelská obvinění z raketového útoku za neopodstatněná.Íránský ajatolláh Ahmad Chatamí pohrozil zesílením raketových schopností Íránu a zničením Tel Avivu a Haify.
 Sýrie: nejmenovaný představitel ministerstva zahraničí řekl, že ... Izrael směřuje k přímé konfrontaci a naznačuje zahájení nové fáze agrese proti Damašku. Toto agresivní chování sionistického tělesa… nepovede k ničemu jinému než k nárůstu napětí v regionu. V oficiálním prohlášení Ministerstva zahraničí se praví, že tento útok je ... začátkem nové fáze [izraelské] agrese proti Damašku.

### Mezinárodní
USA: tisková tajemnice Bílého domu Sarah Sandersová prohlásila, že Izrael má plné právo bránit se a vyzvala IRG a Hizballáh, ... aby se zdržely dalších provokací
 Francie: francouzské ministerstvo zahraničí vyzvalo Írán, ... aby se zdržel jakýchkoliv vojenských provokací
 Velká Británie: mluvčí britské premiérky Theresy Mayové řekl, že Izrael má veškeré právo na obranu. Vyzval také Rusko, aby využilo svého vlivu v regionu a zabránilo dalším íránským útokům.
 Německo: ministerstvo zahraničí zdůraznilo izraelské právo na obranu a vyzvalo k nalezení udržitelného politického řešení konfliktu v Sýrii
 Rusko: náměstek ministerstva zahraničí Michail Bogdanov řekl, že ...situace vyvolává obavy. Je třeba pracovat na zmírnění napětí."
 Čína: mluvčí Ministerstva zahraničí prohlásil, že Čína "... doufá, že všechny strany konfliktu zachovají klid  a budou usilovat o dosažení míru v regionu.
 Bahrajn: ministr zahraničí prohlásil, že Bahrajn podporuje právo Izraele na sebeobranu proti íránské agresi.

### Nestátní
Evropská unie: šéfka diplomacie EU označila íránské útoky za znepokojující a zdůraznila izraelské právo na obranu.
 Hamás: odsoudil pokračující vojenskou okupaci Palestiny a pokus přenést ji na území Sýrie. Izraelskou okupaci prohlásil za hlavní zdroj terorismu v regionu a dále zdůraznil právo arabských a islámských zemí bránit své území proti jakékoliv agresi.